# Câu chuyện đồ chơi
Câu chuyện đồ chơi (tên tiếng Anh: Toy Story) là bộ phim hoạt hình máy tính của Mỹ ra mắt vào năm 1995 do xưởng phim hoạt hình Pixar sản xuất và Walt Disney Pictures phát hành. Đây là bộ phim hoạt hình dài đầu tiên của Pixar sử dụng công nghệ 3D và là bộ phim hoạt hình dài được sản xuất bằng máy tính đầu tiên trong lịch sử điện ảnh. Được đạo diễn bởi John Lasseter, Câu chuyện đồ chơi xoay quanh một nhóm các đồ chơi có cảm xúc và hành động giống con người nhưng giả vờ là vật vô tri mỗi khi có người ở xung quanh, với hai nhân vật chính là cao bồi Woody và cảnh sát vũ trụ Buzz Lightyear. Kịch bản của phim được viết bởi Andrew Stanton, Joss Whedon, Joel Cohen và Alec Sokolow. Phần nhạc phim được sáng tác bởi Randy Newman.
Trước khi thực hiện Câu chuyện đồ chơi, Pixar sản xuất một phim hoạt hình ngắn bằng máy tính có tên là Tin Toy (1988) với câu chuyện được kể dưới góc nhìn của một món đồ chơi. Tin Toy thu hút được sự chú ý của Disney và hãng đã đề nghị với Pixar để sản xuất một bộ phim dài bằng máy tính lấy cảm hứng từ phim ngắn này. Lasseter, Stanton, và Pete Docter viết những phần xử lý cốt truyện đầu tiên nhưng bị bác bỏ bởi Disney do hãng này muốn một câu chuyện sắc sảo hơn. Việc sản xuất sau đó bị tạm ngưng, kịch bản được viết lại, phản ánh tốt hơn giai điệu và chủ đề mà Pixar mong muốn, đó là: "những đồ chơi với mong muốn sâu sắc rằng trẻ em sẽ chơi với chúng, và chính mong muốn đó đã điều khiển niềm hy vọng, nỗi sợ hãi và hành động của chúng". Xưởng phim, khi đó chỉ có 110 nhân viên, đã sản xuất bộ phim với một số khó khăn về tài chính.
Được phát hành vào 22 tháng 11 năm 1995, Câu chuyện đồ chơi đứng đầu bảng xếp hạng doanh thu ở Bắc Mỹ trong tuần đầu ra mắt. Bộ phim thu về hơn 361 triệu đô la trên toàn cầu, nhận được rất nhiều sự khen ngợi về những đột phá trong kỹ thuật hoạt hình và kịch bản thông minh, tinh tế, qua đó được rất nhiều nhà phê bình đánh giá là một trong những bộ phim hay nhất trong lịch sử hoạt hình. Bộ phim nhận được ba đề cử Oscar và giành được một giải Oscar cho thành tựu đặc biệt. Tác phẩm cũng được lựa chọn để lưu trữ và bảo tồn tại Viện lưu trữ phim quốc gia vì có "ý nghĩa quan trọng về văn hoá, lịch sử và thẩm mĩ" vào năm 2005, năm đầu tiên mà bộ phim đủ điều kiện.
Bên cạnh việc phát hành phim tại rạp hay qua các sản phẩm giải trí cho gia đình, Disney còn cho ra mắt rất nhiều các sản phẩm đồ chơi, trò chơi điện tử, các sản phẩm truyền hình liên quan đến Câu chuyện đồ chơi. Ba phần tiếp theo của phim, Câu chuyện đồ chơi 2, Câu chuyện đồ chơi 3 và Câu chuyện đồ chơi 4 được ra mắt lần lượt vào năm 1999, 2010 và 2019. Cả ba bộ phim này đều nhận được phản hồi vô cùng tích cực và đạt được thành công lớn về mặt doanh thu. 

## Nội dung
Woody là một chàng cao bồi đồ chơi và là đội trưởng trong số những đồ chơi của cậu bé Andy Davis. Do gia đình sẽ chuyển nhà một tuần trước ngày sinh nhật của Andy nên cậu được tổ chức một bữa tiệc sinh nhật sớm cùng với bạn bè của mình. Để khám phá những món quà sinh nhật mới của Andy, các món đồ chơi thực hiện một nhiệm vụ do thám khi bữa tiệc đang diễn ra. Andy được tặng một mô hình cảnh sát vũ trụ Buzz Lightyear với những tính năng ấn tượng và Buzz nhanh chóng thay thế Woody để trở thành món đồ chơi yêu thích của Andy. Woody trở nên ghen tức, đặc biệt là khi Buzz Lightyear chiếm được cảm tình từ các món đồ chơi khác. Mặc dù vậy, Buzz lại nghĩ mình là một cảnh sát vũ trụ thực thụ đang trong quá trình thực hiện nhiệm vụ để trở về hành tinh của mình.
Trong một lần chuẩn bị đi ăn với gia đình tại Pizza Planet, mẹ của Andy chỉ cho phép cậu mang theo một món đồ chơi duy nhất. Sợ rằng Andy sẽ chọn Buzz, Woody cố gắng đặt bẫy để Buzz rơi xuống khe bàn. Tuy vậy, kế hoạch đã trở thành thảm họa khi Buzz bị rơi ra ngoài cửa sổ, khiến cho các đồ chơi khác đứng lên chống lại Woody và cáo buộc rằng Woody đã tiêu diệt Buzz vì ghen tỵ. Khi xung đột bắt đầu cao trào thì Andy xuất hiện giúp Woody an toàn. Với việc Buzz bị thất lạc, Andy miễn cưỡng mang Woody tới Pizza Planet, nhưng Buzz khi đó rất tức giận đã bí mật trèo lên được chiếc xe của gia đình và đánh nhau với Woody khi họ dừng lại tại trạm xăng. Khi đang ẩu đả với nhau, cả hai ngã khỏi xe và bị bỏ lại khi chiếc xe rời đi. Woody sau đó phát hiện ra một chiếc xe giao hàng của Pizza Planet và thuyết phục Buzz rằng nó có thể đưa cả hai đến trạm không gian do Buzz vẫn đang mê muội rằng mình là một cảnh sát vũ trụ, dù thực tế Woody muốn tìm lại Andy ở Pizza Planet. Trong khi Woody tìm kiếm Andy tại Pizza Planet, Buzz nhìn thấy một máy gắp đồ chơi có hình tên lửa và nhảy vào bên trong với suy nghĩ đó là một con tàu vũ trụ thật. Kế hoạch tìm Andy bất thành, Woody miễn cưỡng đi theo Buzz vào trong chiếc máy, nơi có rất nhiều búp bê người ngoài hành tinh bên trong, điều càng khiến Buzz tin rằng mình đã đến đúng con tàu để "trở về nhà". Khi Woody tìm cách đưa Buzz ra thì Sid Phillips, người hàng xóm của Andy có thói quen ngược đãi đồ chơi, đi đến và chơi trò chơi. Sid điều khiển chiếc máy gắp để lấy Buzz trong khi Woody cố gắng kéo Buzz lại nhưng bị đám búp bê ngăn cản. Cả hai cùng bị gắp lên và mang về nhà Sid.
Tại nhà của Sid, bộ đôi tìm cách chạy trốn trước khi Andy chuyển đi, chạm trán với những đồ chơi bị Sid hành hạ và con chó sục bò Scud hung dữ. Trong một lần cố gắng chạy trốn con chó, Buzz vô tình nhìn thấy một quảng cáo đồ chơi Buzz Lightyear trên truyền hình và nhận ra mình thực ra là một món đồ chơi. Không chấp nhận việc này, Buzz cố gắng thuyết phục bản thân rằng mình có thể bay, nhưng thay vào đó bị ngã xuống cầu thang và gãy cánh tay trái. Chán nản, Buzz không tiếp tục hợp tác với Woody để chạy trốn nữa. Woody kêu gọi sự giúp đỡ từ những đồ chơi của Andy nhưng họ không chịu giúp đỡ vì không tin tưởng anh. Ngược lại, những đồ chơi của Sid lại giúp sửa cánh tay trái bị gãy của Buzz trong sự ngạc nhiên của Woody. Ngay sau đó, Sid xuất hiện với âm mưu gắn Buzz vào một quả tên lửa mini nhằm nổ tung Buzz như một thú vui, nhưng kế hoạch bị hoãn do trời bất ngờ mưa lớn. Vào đêm đó, Woody thuyết phục Buzz rằng anh ta có thể mang lại niềm vui cho Andy với vai trò một món đồ chơi, giúp cho Buzz lấy lại được tinh thần. Sáng sớm hôm sau, cả hai lại cùng cố gắng trốn thoát, nhưng Sid đã kịp dậy sớm để mang Buzz đi phóng tên lửa. Với sự giúp sức từ nhóm đồ chơi của Sid vốn cũng bất bình với sự ngược đãi của chủ, Woody giải cứu Buzz bằng cách kêu gọi họ cùng đứng lên chống lại Sid, đồng thời nói thẳng vào mặt cậu bé: "Hãy chơi [đồ chơi] cho tử tế đi!", khiến cho Sid sợ hãi mà bỏ chạy, không còn dám phá hoại đồ chơi nữa. Woody và Buzz thoát khỏi nhà Sid đúng lúc gia đình Andy bắt đầu rời đi.
Woody và Buzz leo lên được chiếc xe tải chở đồ chơi của Andy, nhưng con chó Scud của Sid đuổi theo sau họ. Khi Scud cố gắng kéo Woody khỏi xe, Buzz chặn Scud lại và bị rơi khỏi xe. Woody cố gắng cứu Buzz bằng chiếc xe điểu khiển từ xa RC của Andy, nhưng do những đồ chơi khác vẫn nghĩ Woody đã làm hại bạn bè nên đã hợp sức đẩy Woody ra khỏi xe. Woody sau đó lên chiếc xe RC mà Buzz đang lái và khi họ cùng nhau quay trở lại, những đồ chơi khác nhận ra sai lầm của mình và cố gắng đưa họ lên xe. Tuy nhiên, chiếc xe RC bị hết pin và họ bị kẹt lại. Phát hiện Buzz vẫn còn đeo quả tên lửa mà Sid gắn trước đó sau lưng, Woody đã châm ngòi quả tên lửa và đưa được chiếc xe RC trở lại xe tải trước khi họ bay cao lên trời. Buzz mở cánh để giải thoát cả hai khỏi quả tên lửa trước khi nó phát nổ, lượn trên không cùng Woody và hạ cánh an toàn xuống một chiếc hộp bên trong chiếc xe chở gia đình, ngay bên cạnh Andy.
Vào ngày giáng sinh, tại ngôi nhà mới, Woody và Buzz mở một nhiệm vụ do thám mới để chuẩn bị cho những món đồ chơi mới. Khi Woody đùa rằng món quà nào có thể tồi tệ hơn Buzz, cả hai cùng cười một cách lo lắng khi khám phá ra món quà mới của Andy là một chú chó con.

## Diễn viên lồng tiếng
Các diễn viên chính
- Tom Hanks vai cảnh sát trưởng Woody, một búp bê cao bồi, món đồ chơi yêu thích của Andy
- Tim Allen vai Buzz Lightyear, đồ chơi mô hình cảnh sát vũ trụ. Trong giai đoạn đầu, Buzz là kình địch của Woody do được Andy yêu thích hơn, nhưng về sau cả hai là bạn thân.
- Don Rickles vai Mr. Potato Head, đồ chơi có hình củ khoai tây được gắn thêm các bộ phận cơ thể
- Jim Varney vai Slinky Dog, đồ chơi có hình dạng một chú chó Dachshund với thân lò xo
- Wallace Shawn vai Rex, đồ chơi khủng long bạo chúa màu xanh. Khác với tập tính của đồng loại thật, Rex khá hiền lành và thân thiện với mọi người, nên luôn tự ti vì mình không đủ hung dữ và đáng sợ như một kẻ săn mồi thực thụ.
- John Ratzenberger vai Hamm, một con lợn tiết kiệm, thường chơi thân với Rex và Potato Head
- Annie Potts vai Bo Peep, đồ chơi cô gái chăn cừu và là bạn gái của Woody
- John Morris vai Andy Davis, một cậu bé, chủ của các món đồ chơi
- Laurie Metcalf vai Ms. Davis, mẹ của Andy
- Erik von Detten vai Sid Phillips, cậu bé hàng xóm của Andy, một kẻ du côn, hay phá hoại đồ chơi như một thú tiêu khiển.
- R. Lee Ermey vai Sarge, đồ chơi người lính bằng nhựa màu xanh
- Sarah Freeman vai Hannah Phillips, em gái của Sid
- Penn Jillette vai người giới thiệu trên truyền hình

Các diễn viên phụ
- Hannah Unkrich vai Molly Davis, em gái của Andy
- Jack Angel vai Shark/Rocky Gibraltar
- Greg Berg vai Minesweeper Soldier
- Debi Derryberry vai Squeeze Toy Aliens/Pizza Planet Intercom
- Mickie McGowan vai Ms. Phillips, mẹ của Sid
- Ryan O'Donohue vai đứa trẻ trong quảng cáo Buzz Lightyear
- Jeff Pidgeon vai Squeeze Toy Aliens/Mr. Spell/Robot
- Phil Proctor vai bảo vệ ở Pizza Planet
- Joe Ranft vai Lenny
- Andrew Stanton vai giọng nói trong quảng cáo Buzz Lightyear

## Quá trình sản xuất

### Phát triển

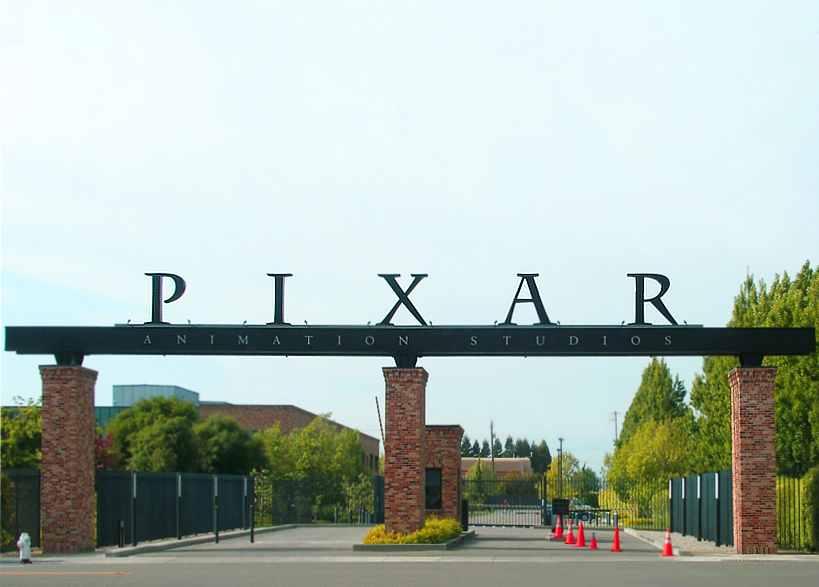
Cổng vào của trụ sở Pixar tại Emeryville, California

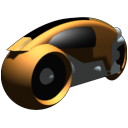
Light Cycle trong phim Tron (1982)

Đạo diễn John Lasseter lần đầu tiên tiếp cận với hoạt hình máy tính là trong quá trình làm việc với vai trò họa sĩ hoạt hình tại Disney, khi hai người bạn cho ông xem phân cảnh Light Cycle trong bộ phim Tron (1982). Trải nghiệm này giúp Lasseter nhận ra những lợi ích mà phương pháp sản xuất hoạt hình sử dụng máy tính có thể mang lại. Lasseter cố gắng đề xuất ý tưởng về một bộ phim hoạt hình làm hoàn toàn bằng máy tính cho Disney, nhưng ý tưởng này bị bác bỏ và Lasseter bị sa thải. Ông chuyển đến làm việc tại Lucasfilm và sau này trở thành một trong những thành viên sáng lập nên Pixar sau khi nhận được sự đầu tư của Steve Jobs.
Tại Pixar, Lasseter tạo những đoạn phim hoạt hình ngắn bằng máy tính để trình diễn những khả năng của loại máy tính do Pixar sản xuất. Tin Toy - bộ phim hoạt hình ngắn kể câu chuyện từ góc nhìn của một đồ chơi, lấy cảm hứng từ sự yêu thích của Lasseter với các loại đồ chơi cổ điển - giành được giải Oscar cho phim hoạt hình ngắn xuất sắc nhất vào năm 1988 và trở thành bộ phim sản xuất bằng máy tính đầu tiên đoạt giải. Tin Toy thu hút sự chú ý của Disney và những người lãnh đạo mới tại Disney - giám đốc điều hành Michael Eisner và chủ tịch bộ phận sản xuất phim Jeffrey Katzenberg - bắt đầu đề nghị Lasseter quay trở lại làm việc. Nhưng Lasseter, cảm thấy biết ơn với niềm tin mà Jobs dành cho mình, đã ở lại với Pixar. Ông nói với đồng sáng lập Pixar Ed Catmull: "Tôi có thể đến Disney và trở thành một đạo diễn, hoặc ở lại đây và tạo nên lịch sử." Katzenberg nhận ra ông ta không thể thuyết phục được Lasseter quay lại với Disney và do vậy đã đưa ra kế hoạch để ký kết một thỏa thuận hợp tác sản xuất phim với Pixar.
Đây là điều mà cả hai bên cùng mong đợi. Catmull và người đồng sáng lập Pixar là Alvy Ray Smith từ lâu đã mong muốn sản xuất một bộ phim hoạt hình dài. Vào thời điểm đó, Disney đang hợp tác với Pixar trong việc xây dựng hệ thống máy tính CAPS phục vụ cho quá trình sản xuất hoạt hình truyền thống, khiến hãng này trở thành khách hàng lớn nhất của Pixar. Jobs nói với Katzenberg rằng cho dù Disney cảm thấy hài lòng với sự hợp tác này nhưng phía Pixar thì không. "Chúng tôi muốn làm một bộ phim với các vị. Đó mới là điều khiến chúng tôi hài lòng".
Vào thời điểm đó, Peter Schneider, chủ tịch của Walt Disney Feature Animation, cũng có hứng thú trong việc hợp tác làm phim với Pixar. Khi Catmull, Smith và trưởng bộ phận hoạt hình Ralph Guggenheim đến gặp Schneider vào mùa hè năm 1990, họ cảm thấy không khí buổi gặp mặt có phần khó hiểu và gây tranh cãi. Sau này họ biết được rằng việc Katzenberg chủ định nếu Disney hợp tác làm phim với Pixar thì việc hợp tác nên nằm ngoài quyền hạn của Schneider đã khiến cho ông ta tức giận. Sau lần gặp đầu tiên, đại diện phía Pixar trở về với kỳ vọng không cao và bị bất ngờ khi Katzenberg đề nghị một cuộc thảo luận khác. Lần thảo luận này có thêm sự tham gia của Jobs, Lasseter và Bill Reeves (trưởng bộ phận nghiên cứu và phát triển). Họ đưa ra ý tưởng về một chương trình truyền hình đặc biệt dài nửa tiếng có tên A Tin Toy Christmas. Họ lý luận rằng một chương trình truyền hình sẽ là phương án hợp lý để tích lũy kinh nghiệm trước khi sản xuất một bộ phim dài.
Các đại diện của Pixar gặp gỡ Katzenberg tại phòng hội nghị tại trụ sở chính của Disney tại Burbank. Catmull và Smith nhìn thấy hai thử thách khó khăn trong cuộc gặp mặt này. Đầu tiên đó là giữ cho Katzenberg hứng thú với việc hợp tác với Pixar. Điều thứ hai, khó khăn hơn, là làm cho Lasseter và các họa sĩ hoạt hình thích thú với ý tưởng làm việc với Disney, do công ty này có tai tiếng trong việc đối xử với các nghệ sĩ hoạt hình của mình và Katzenberg có tiếng là một kẻ chuyên chế. Katzenberg cũng tự nhấn mạnh điều này trong cuộc họp: "Mọi người nghĩ tôi là một kẻ chuyên chế. Tôi là một kẻ chuyên chế. Nhưng tôi thường đúng." Ông không chấp nhận ý tưởng về chương trình truyền hình và nói với Lasseter: "John, vì anh sẽ không đến làm việc cho tôi, tôi sẽ làm nó theo cách này." Lasseter cảm thấy ông có thể làm việc với Disney và hai công ty bắt đầu việc đàm phán. Pixar vào thời điểm đó đang có nguy cơ phá sản và cần một thỏa thuận với Disney. Katzenberg đề nghị rằng Disney sẽ được cấp quyền với các công nghệ sản xuất phim hoạt hình 3-D của Pixar nhưng Jobs từ chối. Trong một trường hợp khác, Jobs muốn Pixar sẽ có một phần quyền sở hữu với phim và các nhân vật, chia sẻ quyền kiểm soát đối với các sản phẩm ăn theo nhưng Katzenberg từ chối. Disney và Pixar đạt được sự đồng thuận vào ngày 3 tháng 5 năm 1991 và ký kết vào đầu tháng 7. Hợp đồng quy định rằng Disney có quyền sở hữu hoàn toàn với bộ phim và các nhân vật trong phim, có quyền quyết định với sản phẩm được ra mắt, và sẽ trả cho Pixar 12.5% lợi nhuận bán vé. Hãng có quyền lựa chọn (nhưng không bắt buộc) để làm hai bộ phim tiếp theo của Pixar và quyền sản xuất các phần tiếp theo (có hoặc không có Pixar) sử dụng các nhân vật trong phim. Disney cũng có thể hủy dự án phim bất kỳ lúc nào mà chỉ phải chịu một hình phạt nhỏ. Những thỏa thuận ban đầu này, sau đó, trở thành điểm tranh chấp giữa Jobs và Eisner trong nhiều năm.
Một thỏa thuận sản xuất một phim dài dựa trên Tin Toy với cái tên Câu chuyện đồ chơi được hoàn tất và việc sản xuất bắt đầu ngay sau đó.

## Nhạc phim

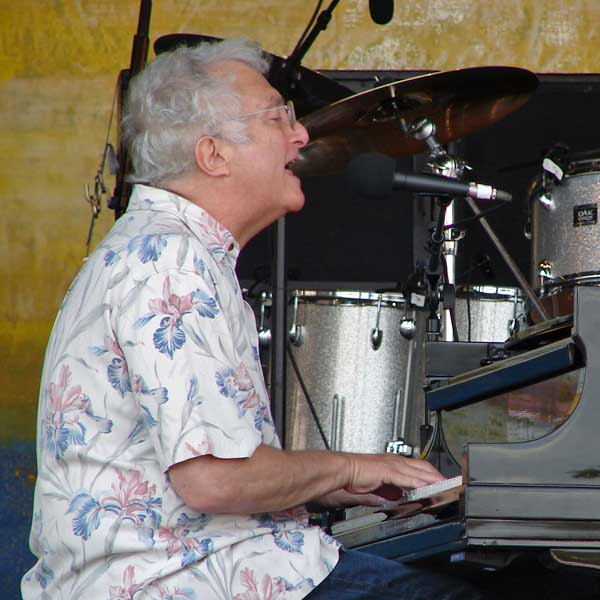
Nhạc sĩ Randy Newman.

Nhạc phim cho Câu chuyện đồ chơi được sản xuất bởi Walt Disney Records và phát hành ngày 22 tháng 11 năm 1995, vào tuần đầu bộ phim ra mắt. Được sáng tác bởi Randy Newman, phần nhạc phim được khen ngợi bởi "sự vui vẻ và xúc động". Mặc dù nhận được thành công về mặt chuyên môn, album nhạc chỉ đạt được vị trí thứ 94 trên bảng xếp hạng album Billboard 200. Một phiên bản cassette và CD của đĩa đơn You've Got a Friend in Me được phát hành vào 12 tháng 4 năm 1996 để quảng bá cho album. Vào năm 2006, album nhạc phim được xử lý lại phần âm thanh và dù không còn phát hành dưới dạng băng đĩa nữa, phiên bản số của album vẫn được bán trên các trang bán lẻ như iTunes.
Danh sách bài hát
Tất cả các ca khúc được viết bởi Randy Newman.
| STT              | Nhan đề                                                                       | Thời lượng |
| ---------------- | ----------------------------------------------------------------------------- | ---------- |
| 1.               | "You've Got a Friend in Me" (performed by Newman)                             | 2:04       |
| 2.               | "Strange Things" (performed by Newman)                                        | 3:18       |
| 3.               | "I Will Go Sailing No More" (performed by Newman)                             | 2:57       |
| 4.               | "Andy's Birthday"                                                             | 5:58       |
| 5.               | "Soldier's Mission"                                                           | 1:29       |
| 6.               | "Presents"                                                                    | 1:09       |
| 7.               | "Buzz"                                                                        | 1:40       |
| 8.               | "Sid"                                                                         | 1:21       |
| 9.               | "Woody and Buzz"                                                              | 4:29       |
| 10.              | "Mutants"                                                                     | 6:05       |
| 11.              | "Woody's Gone"                                                                | 2:13       |
| 12.              | "The Big One"                                                                 | 2:51       |
| 13.              | "Hang Together"                                                               | 6:02       |
| 14.              | "On the Move"                                                                 | 6:18       |
| 15.              | "Infinity and Beyond"                                                         | 3:09       |
| 16.              | "You've Got a Friend in Me (Duet Version)" (performed by Newman, Lyle Lovett) | 2:42       |
| Tổng thời lượng: | Tổng thời lượng:                                                              | 51:44      |

Bảng xếp hạng
| Chart (1995)       | Peak position |
| ------------------ | ------------- |
| U.S. Billboard 200 | 94            |